# Zeughaus (Deutsches Historisches Museum)
Het Zeughaus is het oudste gebouw van de straat Unter den Linden in Berlijn en wordt beschouwd als een van de mooiste barokke gebouwen van Noord-Duitsland. Tegenwoordig is het Deutsches Historisches Museum erin gevestigd.

## Kenmerken
De vleugels van het bouwwerk omsluiten een binnenplaats. Het exterieur is opgeluisterd met beelden van Schlüter, waaronder maskers van stervende strijders.
Sinds 1952 zit het Deutsches Historisches Museum in het in 2005 gerenoveerde gebouw. In een moderne vleugel van glas en staal, ontworpen door architect I.M. Pei, zijn wisselende exposities te zien. Enkele opvallende voorwerpen zijn bijvoorbeeld de steek van Napoleon Bonaparte die in Duitse handen kwam tijdens de slag bij Waterloo en de globe van Adolf Hitler. Op de website van het museum is de Linzer Sammlung te zien, ooit Hitlers persoonlijke kunstverzameling.

## Geschiedenis
Het Zeughaus werd tussen 1695 en 1706 gebouwd door Johann Arnold Nering, Martin Grünberg, Andreas Schlüter en Jean De Bodt. Het was aanvankelijk bedoeld als wapenarsenaal voor het Pruisische leger, en was gedurende de 18e en het grootst deel van de 19e eeuw ook als zodanig in gebruik. Het was in deze tijd de grootste wapenopslagplaats van Pruisen. Vanaf 1828 werden er zaken tentoongesteld, zoals de Königliche Waffen- und Modellsammlung.
In 1875 kreeg het Zeughaus een nieuwe bestemming als legermuseum. Keizer Wilhelm I liet het gebouw tussen 1877 en 1880 ombouwen tot Ruhmeshalle. De werkzaamheden werden geleid door Friedrich Hitzig.
Na de Eerste Wereldoorlog kwamen er in het Zeughaus ook monumenten voor gesneuvelde Duitse soldaten. Op 23 februari 1928 bracht de Afghaanse koning een bezoek aan het Zeughaus.
Op 21 maart 1943 opende Adolf Hitler een tentoonstelling in het Zeughaus, waarbij ook de Duitse officier Rudolf-Christoph von Gersdorff aanwezig was. Gersdorff probeerde met explosieven een aanslag op Hitler te plegen en daarbij ook zijn eigen leven te offeren. Dit mislukte doordat Hitler het gebouw voortijdig verliet. Het Zeughaus werd aan het eind van de Tweede Wereldoorlog zwaar beschadigd, waarbij ook een deel van de tentoongestelde sculpturen werd verwoest. Van 1949 tot 1965 werd het totaal gerenoveerd, waarbij de inwendige constructies werden vervangen door staal en beton. In 1950 werd besloten het Deutsches Historisches Museum hier onder te brengen.